# Ploubazlanec
Ploubazlanec (en bretó Plaeraneg) és un municipi francès, situat a la regió de Bretanya, al departament de Costes del Nord. L'any 2008 tenia 3.460 habitants.

## Demografia
| 1962                                       | 1968  | 1975  | 1982  | 1990  | 1999  |
| ------------------------------------------ | ----- | ----- | ----- | ----- | ----- |
| 3.724                                      | 3.500 | 3.358 | 3.653 | 3.725 | 3.321 |
| Des de 1962: població sense dobles comptes |       |       |       |       |       |

## Administració
| Període   | Identitat          | Partit |
| --------- | ------------------ | ------ |
| 1995-2008 | Yvon Richard       |        |
| 2008-     | Danielle Brézellec |        |

## Personatges il·lustres
- Pierre-Marie Lec'hvien, (1885-1944) sacerdot rector de Quemper-Guézennec i escriptor en bretó.
- Joseph Lec'hvien, nebot de l'anterior, escriptor en bretó.